# 漳溪畲族乡
漳溪畲族乡是中华人民共和国广东省河源市东源县下辖的一个民族乡，位于东源县北部。辖区总面积144平方公里，下辖1个社区10个村，总人口17923人，其中畲族5650人。境内旅游景点有黄龙岩。

## 行政区划
漳溪畲族乡下辖以下村级行政区划单位：
漳溪社区、东华村、井口村、鹊田村、群星村、日光村、上蓝村、下蓝村、中联村、嶂下村和井背村。